# Алі Сіссоко
Алі́ Сіссоко́ (фр. Aly Cissokho; нар. 15 вересня 1987 року, Блуа, Франція) — французький футболіст, лівий захисник турецького клубу «Єні Малатьяспор».

## Кар'єра

### Початок кар'єри
Сіссоко, маючи сенегальське та французьке громадянство, почав свою кар'єру в «Геньйоні» у 18 років. 2008 року він перейшов до «Віторія» (Сетубал).

### «Порту»
За 6 місяців, його придбав «Порту» за 300 тисяч євро. Дебютував за лісабонську команду вже 17 січня у матчі проти «Академіки» з Коїмбри. У чемпіонаті захисник провів 15 матчів, у яких команда не програвала, що призвело до четвертого поспіль чемпіонства «Порту».
У Лізі чемпіонів Сіссоко дебютував 24 лютого 2009 в матчі 1/8 розіграшу проти мадридського «Атлетіко». Завдяки виїзним голам португальський клуб пройшов до чвертьфіналу, де грав з, майбутнім фіналістом турніру, англійським «Манчестер Юнайтед», де Алі протистояв гравець року ФІФА 2008 року Кріштіану Роналду. Матч на «Олд Траффорд» завершився з рахунком 2-2, однак на «Драгау», англійці завдяки голу Роналду мінімально перемогли.
31 травня у фіналі кубка Португалії «Порту» з рахунком 1-0 перемогло «Пасуш ді Феррейру», Алі відіграв увесь матч.

### «Мілан» і «Ліон»
У кінці сезону Сіссоко потрапив у сферу інтересів багатьох французьких, а також німецьких, англійських та іспанських клубів. 14 червня італійський «Мілана» оголосив, що підписує гравця за 15 мільйонів євро. 16 червня футболіст пройшов медичний огляд, але лікарі повідомили про проблеми із зубами у Сіссоко. Того ж дня гравець повідомив, що він пройде ще один огляд, і підпише попередній контракт. Врешті решт, угода була скасована, через непорозуміння між клубами.

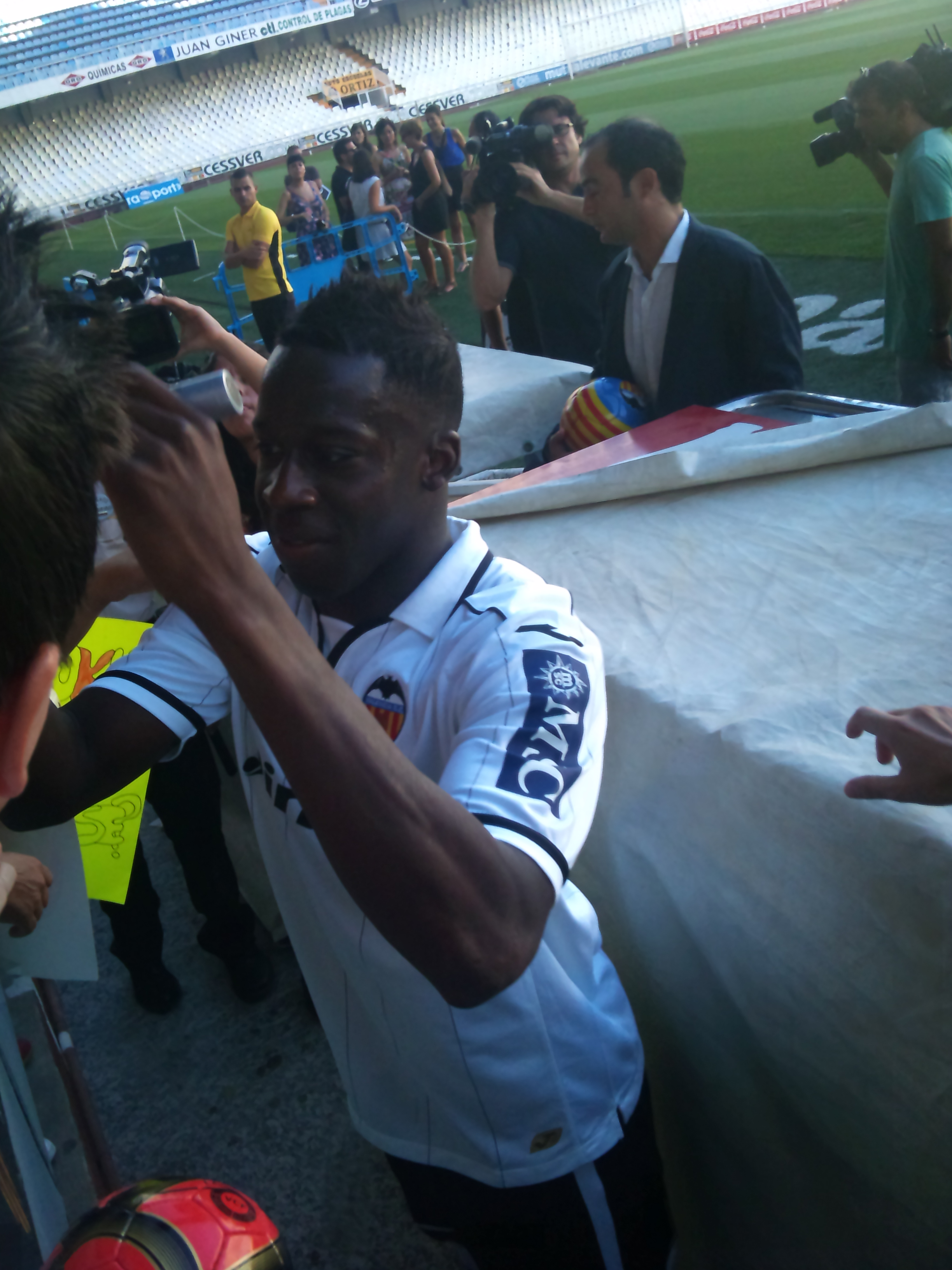
Презентація Сіссоко у «Валенсії»

18 липня 2009 року «Ліон» оголосив, що дійшов згоди щодо трансферу за 15 млн євро з «Порту», у разі перепродажу Сіссоко за більшу вартість португальський клуб отримав би 20% від цієї суми. Алі дебютував за новий клуб у першому ж матчі чемпіонату проти «Ле-Мана». 9 грудня Алі відзначився першим голом за «Ліон» у матчі Ліги чемпіонів проти угорського «Дебрецена». Сіссоко став одним з лідером команди і впевненою грою заслужив виклик до збірної Франції. Виступаючи за «Ліон» Алі виграв кубок Франції.

### «Валенсія»
23 серпня 2012 року іспанська «Валенсія» оголосила про підписання футболіста строком на чотири сезони. Дебютував за левантійців Алі в матчі проти «Барселони» 2 вересня. 15 вересня, у свій 25-й день народження, у матчі проти «Сельти» Сіссоко відзначився першим забитим голом у складі нової команди.

### «Ліверпуль»
19 серпня 2013 на правах річної оренди приєднався до англійського «Ліверпуля». Дебют відбувся 24 серпня у матчі Прем'єр-ліги проти «Астон Вілли». За сезон провів 19 матчів у всіх турнірах.

### «Астон Вілла»
8 серпня 2014 року уклав чотирічний контракт за «Астон Віллою», за яку протягом дебютного сезону в усіх турнірах провів 26 матчів. Загалом був основним лівим оборонцем команди, проте частину сезону був змушений пропускати через травми. Втім влітку 2015 року англійський клуб погодив перехід француза на умовах річної оренди до його колишнього клубу «Порту».

## Досягнення
«Порту»
- Чемпіон Португалії: 2008-09
- Володар кубка Португалії: 2008-09

«Олімпік»
- Володар Кубка Франції: 2011-12
- Володар Суперкубка Франції: 2012